# Eupithecia pertacta
Eupithecia pertacta är en fjärilsart som beskrevs av Dyar 1918. Eupithecia pertacta ingår i släktet Eupithecia och familjen mätare. Inga underarter finns listade i Catalogue of Life.